# New York City Boy
Singles de Pet Shop Boys
I Don't Know What You Want But I Can't Give It Any More
(1999) You Only Tell Me You Love Me When You're Drunk
(2000)
New York City Boy est une chanson du duo britannique Pet Shop Boys extraite de leur septième album studio, Nightlife, paru le 11 octobre 1999.
Le 27 septembre 1999, deux semaines avant la sortie de l'album, la chanson a été publiée en single. C'était le deuxième single tiré de cet album.
Le single a atteint la 14e place au Royaume-Uni.